# Arthur Desmas
Arthur Desmas (sinh ngày 7 tháng 4 năm 1994) là một cầu thủ bóng đá người Pháp thi đấu ở vị trí thủ môn cho câu lạc bộ Ligue 2 Le Havre.
Desmas thi đấu ở hệ thống đội trẻ tại câu lạc bộ địa phương Stade Brestois nhưng không thể góp mặt ở đội một, do đó vào mùa hè năm 2015 anh gia nhập Chamois Niortais. Anh có màn ra mắt thi đấu chuyên nghiệp vào tháng 11 năm 2016 trong trận đấu ở Cúp bóng đá Pháp trước Stade Montois, và có trận đấu đầu tiên sau đó trong cùng mùa giải.

## Sự nghiệp
Mặc dù sinh ra ở Brest ở vùng tây bắc Pháp, Desmas thi đấu bóng đá trẻ cho Ploumoguer trước khi vào hệ thống trẻ Stade Brestois lúc 11 tuổi. Ban đầu thi đấu ở khu vực phía ngoài, anh chuyển sang thi đấu vào trong vòng cấm nhờ chiều cao vượt trội của mình. Trong 10 năm của anh ở Brest, anh đã đại diện cho Pháp ở cấp độ U17, và tiếp tục thi đấu nhiều trận tại Championnat de France Amateur 2 (CFA2) cho đội dự bị từ năm 2012 đến năm 2015.
Cuối mùa giải 2014–15, Desmas được đề nghị thử việc ở câu lạc bộ Ligue 2 Chamois Niortais, đội đang tìm kiếm thủ môn mới sau khi Rodolphe Roche và Lucas Bobe ra đi. Đợt thử việc thành công và Desmas kí hợp đồng 1 năm với câu lạc bộ vào ngày 23 tháng 6 năm 2015. Trong mùa giải đầu tiên ở Niort, Desmas là thủ môn số 3 sau Paul Delecroix và Saturnin Allagbé, và chủ yếu chỉ thi đấu ở đội dự bị, khi có 17 lần ra sân ở CFA2.  Anh ấy cũng vào sân từ băng ghế dự bị của đội một trong sáu lần và vào cuối mùa giải được đề nghị gia hạn hợp đồng hai năm
Sau sự ra đi của Delecroix đến Lorient vào mùa hè năm 2016, Desmas được đưa lên làm thủ môn số 2 chỉ sau Allagbé, với bản hợp đồng mới Alexandre Bouchard là sự lựa chọn thứ ba. Desmas có màn ra mắt cho Niort vào ngày 11 tháng 11 năm 2016 trong chiến thắng 2–1 trên sân khách trước Stade Montois ở vòng Bảy của Cúp bóng đá Pháp. Anh tiếp tục thi đấu ở cả 5 trận tại Cúp bóng đá Pháp của đội trong 2016–17, chuỗi kết thúc ở vòng 16 đội với thất bại 0–2 trước nhà vô địch nước Pháp Paris Saint-Germain nhờ những bàn thắng muộn đến từ Javier Pastore và Edinson Cavani. Vào ngày 12 tháng 5 năm 2017, Desmas có lần đầu thi đấu ở Ligue 2, thay cho Allagbé trong trận đấu sân nhà cuối cùng của Niort trước Strasbourg. Trận đấu kết thúc với tỉ số hòa 2–2.
Ngày 1 tháng 7 năm 2022, Desmas gia nhập Le Havre với bản hợp đồng có thời hạn 3 năm.

## Thống kê sự nghiệp
Tính đến trận đấu diễn ra ngày 27 tháng 7 năm 2019.
| Câu lạc bộ         | Mùa giải           | Giải vô địch         | Giải vô địch | Giải vô địch | Cúp     | Cúp       | Cúp Liên đoàn | Cúp Liên đoàn | Tổng    | Tổng      |
| Câu lạc bộ         | Mùa giải           | Hạng đấu             | Số trận      | Bàn thắng    | Số trận | Bàn thắng | Số trận       | Bàn thắng     | Số trận | Bàn thắng |
| ------------------ | ------------------ | -------------------- | ------------ | ------------ | ------- | --------- | ------------- | ------------- | ------- | --------- |
| Chamois Niortais   | 2016–17            | Ligue 2              | 1            | 0            | 5       | 0         | 0             | 0             | 6       | 0         |
| Chamois Niortais   | 2017–18            | Ligue 2              | 1            | 0            | 0       | 0         | 1             | 0             | 2       | 0         |
| Chamois Niortais   | Tổng               | Tổng                 | 2            | 0            | 5       | 0         | 1             | 0             | 8       | 0         |
| Rodez              | 2018–19            | Championnat National | 32           | 0            | 0       | 0         | 0             | 0             | 32      | 0         |
| Rodez              | 2019–20            | Ligue 2              | 27           | 0            | 0       | 0         | 1             | 0             | 28      | 0         |
| Rodez              | Tổng               | Tổng                 | 59           | 0            | 0       | 0         | 1             | 0             | 60      | 0         |
| Tổng kết sự nghiệp | Tổng kết sự nghiệp | Tổng kết sự nghiệp   | 61           | 0            | 5       | 0         | 2             | 0             | 68      | 0         |